# Dorothée Beaudoin
Dorothée Beaudoin, née Dorothée Poulin en 1941, est une poétesse québécoise.

## Biographie

### Débuts
Dorothée Poulin nait en 1941.
Après le couvent Notre-Dame-de-la-Guadeloupe et l'École normale de Thetford-les-Mines d'où elle sort titulaire un brevet C en 1959, elle poursuit des études dans diverses disciplines (sciences cosmiques, psychologie et pédagogie, mathématiques, anglais).
Ensuite, Dorothée Beaudoin exerce de nombreux métiers : secrétaire, téléphoniste, enseignante à l'école élémentaire, lectrice pour les personnes déficientes visuelles à la Magnétothèque de Montréal. 

### Carrière littéraire
Collaboratrice du périodique De bouche à oreille, Dorothée Beaudoin publie le premier recueil de ses « réflexions sur la vie », Éclatement, en 1980, chez l'Édition M.D.B. Un deuxième recueil parait en 1982, toujours chez le même éditeur.

## Analyse et réception de l’œuvre
S'il les trouve « mièvres » par ailleurs, Réginald Martel qualifie néanmoins les textes de Dorothée Beaudoin d'« édifiants et toniques ».

## Œuvre
- Éclatement : Réflexions sur la vie (préf. Gilles Laprade, ill. Jacques Ménard), Laval, Édition M.D.B., 1980, 59 p.
- À l'aube d'une vie nouvelle : Réflexions sur la vie (préf. André Hamel, ill. Richard Duperche), Laval, Édition M.D.B., 1982, 79 p. (lire en ligne)
- Entre le ciel et l'enfer